# Астория (Орегон)
Астория (на английски: Astoria) е град в щата Орегон, САЩ. Астория е с население от 9862 жители (прибл. оценка от 2017 г.) и обща площ от 27,50 км² (10,60 мили²). Получава статут на град през 1876 г. Разположен е на 7,01 м (23 фута) надморска височина.